# Poetica di Andrea Zanzotto
La poesia di Andrea Zanzotto, uno dei più significativi poeti del secondo Novecento, inizia da suggestioni di carattere ermetico per caratterizzarsi via via in una accentuata ricerca formale che, come dice il critico Mengaldo, non ha niente da invidiare alle esperienze dell'avanguardia più spericolata.
"Lo sperimentalismo di Zanzotto è infatti molto diverso da quello della recente neoavanguardia per l'intrecciarsi di tale ricerca con una vasta e sofferta problematica culturale, legata anche alla percezione delle contraddizioni drammatiche e alienanti della nuova realtà industriale e consumistica".
I termini fondamentali della scrittura poetica di Zanzotto sono il soggetto, che continuamente muta il suo principio di consistenza, il linguaggio, come dimensione in cui convivono il fondamento dell'essere e quelle dei codici del sapere e della storia e il mondo, che a momenti alterni accoglie il microcosmo dell'habitat privato e le forme più alienanti della realtà contemporanea.

## La poesia degli anni cinquanta

### Il linguaggio come dimensione totale
"Ho raccolto la foglia di colore/e la ciliegia dimenticata/sul colle meno visibile;/infanzia raccolta acino ad acino,/infanzia sapido racimolo,/la formica ha consumato il gusto/mutato della ciliegia/l'acqua movenza timida/inizia radici" (da Dietro il paesaggio)
Negli anni cinquanta uscirono le prime raccolte di Zanzotto e subito, da "Dietro il paesaggio" (1951) a "Elegia e altri versi" (1954) a "Vocativo" (1957), risultò chiara la tendenza del poeta a considerare il linguaggio una dimensione totale, l'unica in grado di garantire all'individuo e al mondo una vera consistenza e una reale esistenza.

### La forma indipendente dal contenuto
"[...] dove il fiume sussulta/e tenta col vano meandro/liberarsi dal melmoso autunno,/più vicino al tuo volto/al tuo corpo embrione aspro del sole:/là mi riscuoto, là rovescio la vita/mia,sonno infetto di terra,/là sei, vera pietra e vera terra/che arresta e stringe al muro i paesaggi;/e la fuliggine delle alluvioni/invola contro monte il mezzodì" (da Elegia e altri versi)
In "Dietro il Paesaggio" e in "Elegia" il poeta sembra voler verificare le risorse del codice linguistico apportato dalla recente letteratura europea. Le due raccolte, sostanziate da notevoli contributi surrealisti ed ermetici si collocano sul piano di una specie di letterarietà assoluta, dove la forma sembra tendere ad una decisa indipendenza dai contenuti, in grado di far risaltare la verità separata dal linguaggio.

### I turbamenti della struttura sintattica
"O grumi verdi, ostile/spessore d'erompenti pieghe,/terra - passato di tomba -/donde la mia/lingua disperando si districa/e vacilla; vacilla se dal dorso/attonito del monte/smuove le sue lebbrose fronti il cielo./Ah paesaggio mio fervido, accorato/amoroso paesaggio. Vedo felci/avanzare e sciuparsi nelle nere/correnti, e tra vaganti/inferni, gorghi atomici, il pudore d'ortica/e il vino e il dolce lavoro di Dolle/deprimere il suo lume,/e la vite inclinarsi disossata/sventurata sulle case, e l'uva/chiudere il vento e il giorno". (da Vocativo)
Ma il rapporto di questa verità con la verità del soggetto, che è poi l'intero punto dolente dell'intera opera di Zanzotto, inizia già in "Vocativo" a sfaldarsi mettendo in risalto i turbamenti della struttura sintattica, le vertiginose astrazioni concettuali e la complessità sempre maggiore nell'espressione che spesso si risolve con un rifiuto, a volte drastico, della logica del discorso.

### Il mondo rappresentato dal paesaggio
In queste raccolte il mondo è rappresentato dal paesaggio di Pieve di Soligo dove è nato Zanzotto che dichiarerà in un intervento del 1981:"Nei miei primi libri io avevo addirittura cancellato la presenza umana, per una forma di "fastidio" causato dagli eventi storici; volevo solo parlare di paesaggi, ritornare a una natura in cui l'uomo non avesse operato. Era un riflesso psicologico alle devastazioni della guerra".
In esse l'io si identifica con i suoi primari paesaggi, Soligo, i boschi di Lorna, "il freddo Montello" come meccanismo proiettivo della psiche sul luogo:"tutto il mondo è l'orto mio/dove raccolgo a sera/dolci bacche accecate e caute acque" e frequentemente determina, soprattutto in "Vocativo", una "ritirata" del soggetto ("non - uomo mi depongo") che sommerso nel silenzio ("Nel silenzio ricado") e assimilato al paesaggio ("Chiuso io giaccio/nel regno della rovere e del faggio") mantiene comunque la volontà di comunicare ("per voi le labbra/mie dall'assenza/debolmente si muovono?").

## La poesia degli anni sessanta

### La poesia indipendente dalla langue
Nello stesso anno in cui Zanzotto prendeva le distanze dalla poetica e dalla pratica espressiva dei Novissimi, allora ai vertici della Neoavanguardia, esce la raccolta "IX Ecloghe" (1962) che per gran parte della critica rappresenta una funzione "traghettante" nella sua poesia.
 In essa si delinea con sufficiente chiarezza la maniera maggiore del poeta, quella in cui la poesia viene eletta come luogo di scavo nella materia linguistica per poterne isolare gli elementi di "autenticità" antropologica e psicoanalitica indipendente dall'alienazione sociale che si manifesta con la langue.

### La funzione primaria del significante
Nelle Ecloghe la tradizione letteraria diventa oggetto di una tensione metalinguistica alla quale si associano i più disparati materiali verbali privi della minima gerarchia tra i vari registri linguistici, dove l'equivalenza semantica fa emergere la funzione primaria del significante.

### Il congedo dalla purezza verbale
In Ecloghe il vocabolario della scrittura del poeta si apre maggiormente e, al monolinguismo delle raccolte precedenti, si instaura un repertorio lessicale che accoglie termini diversi, dal tecnologico a quello scientifico, dal gergo a quello quotidiano. 
 Contemporaneamente a questa apertura verbale Zanzotto adotta uno schema iperletterario come quello del genere virgiliano (idillico-pastorale) dell'ecloga e alla parola della realtà affianca quella della tradizione poetica, ricca di arcaismi, dantismi, citazioni greche e latine, come a volersi congedare, in modo ironico, da qualsiasi mito di purezza verbale.
"a-Eppure tra questa che seppi menzogna,/nella vita, rabbioso m'attardo./Ecco, è come se verso la brughiera/che è eletta dalla lepre/e che il pioppo circonda e vuole a /ombroso letto ai riposi/della sua corona che perisce/nei giorni, è come se/in questo andare che non ha ancora/senso, ma già rifiuta la paura/rifiuta il silenzio-ah, individuata/ e subito confusa legge, bruto/plasma, densissima lingua -/io sia colui che "io"/"io" dire, almeno, più, nel vuoto,/può, nell'immenso scotoma/"io", più che la pietra, la foglia, il cielo, "io":/e in questo, essere indizio, dono,/dono tuo, agli altri donato" (da IX Ecloghe).

### Lo sdoppiamento del soggetto
Il soggetto poetante si sdoppia e la persona-io si divide in più persone denominate a.b.c. e seppure non crollano completamente gli scorci idillici di Lorna e Dolle ("Soffia oro settembre nelle lente/giornate [...]"), il lirismo esasperato si dimostra più volte ("[...] Corpi e occhi in scrigni e culle, corpi/candidi, cellule/di attive nevi,/mobili corpi tenerezza/alla mano, terrore/all'anima, fucate/fosforescenze su tormenti e faglie [...]") e le cose segnano l'inizio di una invincibile frustrazione.

### Il recupero del significato
In Ecloghe la possibilità del sopravvivere del Soggetto si affida ad un territorio verbale dove sia possibile recuperare, anche se in misura minima, un significato in grado di esprimere la vera natura dell'io grazie ad un percorso a ritroso verso il primordiale dei significanti.

### Il linguaggio nella sua totalità
Se il paesaggio e neppure la convenzione letteraria garantiscono un riparo dalla storia, Zanzotto assume, per uscire da questa crisi, come scrive Agosti,
il linguaggio nella sua totalità come luogo dell'autentico e dell'inautentico.
Così, nella raccolta "La Beltà", il poeta si immerge totalmente in quel "plasma" della "densissima lingua", operazione necessaria perché il Soggetto poetico possa riappropriarsi del sé.
Ne nasce un dirompente lavoro sul linguaggio con allitterazioni, doppi sensi, giochi etimologici, neologismi accentuando l'attività del significante e delle sue imprevedibili associazioni foniche.
"Là origini - Mai c'è stata origine./Ma perché allora in finezza e albore tu situi/la non scrivibile e inevitata elegia in petèl?/"Mama e nona te dà ate e cuco e pepi e memela./Bono ti, ca, co nona, Béi bumba bona, É fet foa e upi."/Nessuno si è qui soffermato - Anzi moltissimi." (da La Beltà)

### L'origine del senso
"La Beltà", che può considerarsi la raccolta centrale nella carriera letteraria di Zanzotto, rappresenta il punto più profondo del suo percorso poetico nella quale il poeta trova il senso assoluto del significante. 
 La scoperta che viene fatta in Beltà è quella dell'origine del senso, un luogo che si pone prima dell'individuo e della storia.
 Esso viene prefigurato nel linguaggio con il quale gli adulti vezzeggiano i bambini e che imita l'articolazione quasi puramente fonetica della prima verbalità infantile, cioè quello che nella lingua veneta si chiama petèl.

### La labilità dell'io e del processo storico
In Beltà Zanzotto utilizza accostamenti fonici e pseudo-etimologici paradossali, usa sillabazioni che non hanno connessioni e forme grammaticali inaudite, come quella dell'articolo, dell'interiezione o di prefissi e suffissi.
 Si tratta però di manifestazioni labili, come labile e balbettante è tanto il principio dell'io, quanto il processo storico.

## La poesia degli anni settanta

### Il ritorno al significato
"Il centro di Lettura./Distinguere un poco raccogliere mettere da parte/per dirne bene: in tutto:/rigirando bene tutto sotto la lampada.../Qui si somministra la dolcissima linfa del sapere/anche ad ore impensate/e i fanciulli e i vecchi suggono/è certo che apprendono al Centro di Lettura:/e si imparte e comparte la vivanda/si tira l'orecchio al distratto/si premia e castiga con frutto/usando onniveggenza [...]" (da Pasque)
Quella labilità sembra approfondita in alcune composizioni di "Pasque" (1973), ma per la maggior parte della raccolta si osserva un inatteso ritorno ad un registro discorsivo in cui viene evidenziato il significato enfatizzato dal contesto pedagogico che occupa la prima sezione.

### Creatività linguistica a qualsiasi livello
Da ciò si fa evidente ancora una volta come sia un errore voler forzare la produzione di Zanzotto in scansioni o fasi o superamenti, perché il poeta, dopo quanto ha scoperto in Beltà, ci suggerisce con la sua poesia che si può esercitare la creatività linguistica allo stesso tempo in qualsiasi direzione e a qualsiasi livello anche lontani e differenti tra di loro.

In questo quadro si inserisce la parentesi dialettale di "Filò" e la trilogia costituita da "Il Galateo in Bosco", "Fosfeni" e "Idioma", in cui l'elemento comune è l'identificarsi del senso originario che può inglobare indifferentemente i vari modi del discorso basandosi sulla casualità offerta dagli incontri tra i significanti.

### Le pendici del Montello
"Il Galateo in Bosco" che è forse, insieme a La Beltà, il vertice della poesia zanzottiana, è un'opera di grande compattezza nella quale si fondono e convergono elementi differenti.
Il luogo centrale del libro sono le pendici del Montello che rappresentano allo stesso tempo il luogo naturale, come paesaggio primario dell'autore, il luogo storico, perché segnato dagli ossari dei caduti della prima guerra mondiale, e il luogo letterario, perché il Galateo fu scritto da Giovanni della Casa e un'ode rustica, elogio del Montello, fu scritta nel 1863 da Nicolò Zotti.

#### Lo spazio
Lo spazio descritto sedimenta i segni della storia individuale dell'autore, le ossa dei soldati, i segni del ciclo naturale del bosco, gli scritti di poeti e letterati e, oggi, i rifiuti dei villeggianti della domenica. Per descrivere i "vuoti di memoria" collettivi e personali e per illustrare in che modo le colline trevigiane sono state insanguinate e distrutte dalla storia, Zanzotto mette a confronto le regole del vivere civile (il Galateo) e la primitiva vitalità della natura (il bosco).

#### La lingua
La lingua utilizzata è qui meno aggressiva che in passato anche se punteggiata da continui riferimenti filosofici, da effetti grafici e da vari iconismi.
Si assiste nel libro ad un precipitare dell'io verso il basso e l'indifferenziato.

## La poesia degli anni ottanta

### Il rapporto d'unità con la parola
In "Fosfeni" la scrittura, che abbandona la prospettiva bassa e boschiva per tendere al sublime, si libera dal peso della letterarietà e fa prevalere l'elemento metafisico e filosofeggiante in un impensato e liricamente stupito rapporto d'unità con la parola:"L'albata e variata nudezza dell'essere/mimerò presto, e il tocco infimo, la vibratile nota,/negato io nel gelo/contaminazione e chiarore ciliato appena al di qua".

### La possibilità di una lingua più comunicativa
Nel leggere i versi di Fosfeni, la contemplazione della luce e delle altitudini sembrava preludere ad un passaggio verso astrazioni assolute, ma invece nel terzo atto della trilogia, in "Idioma", la direzione cambia. 
 Zanzotto propone la possibilità di una lingua più comunicativa riavvicinandosi così al terreno comune dell'esperienza umana.

Al centro del libro la sezione in dialetto dedicata alle persone scomparse e ai mestieri perduti indica come la ricerca di un contatto tra la parola privata e la lingua extrasoggettiva, sia sostenuta da una tensione al colloquio che si rivolge soprattutto ai morti.

In Idioma il tema centrale è quello della morte e la lingua utilizzata sembra davvero la lingua dei morti, priva di qualsiasi venatura metalinguistica e sperimentale che sembra permettere un recupero del significato e del discorso.

## La poesia degli anni novanta

### Il paesaggio invasivo
Con Meteo Zanzotto sembra ritornare all'antica descrizione del paesaggio sempre più contaminato che, a differenza del passato, è un "paesaggio invasivo" con le sue piante (papaveri, topinambúr, taràssico e le "disfatte vitalbe") e i suoi colori che sembrano appartenere ad una natura che lascia il soggetto al di fuori dei suoi confini e gli permette solamente l'ascolto del suo "ticchettio".

### L'io passivo
L'io, che è sempre stato il complemento del paesaggio, si trova, a causa della devastazione dell'ambiente e delle coscienze, ridotto ad un elemento passivo, attonito e spaesato anche di fronte all'"alta mutezza" dei prati e delle colline. "Non si sa quanto verde/sia sepolto sotto questo verde/né quanta pioggia sotto questa pioggia".

### L'incontro di soggetto, natura e storia
In "Meteo" Zanzotto registra il ritmo dei mutamenti delle stagioni con i suoi turbamenti e le sue deformazioni e osserva come l'instabilità del clima sia legato ai sistemi di comunicazione umana e al succedersi continuo delle previsioni. A tutto questo egli aggiunge l'osservazione della dimensione soggettiva, quella che chiamiamo meteoropatia, quel sentire dentro di sé gli effetti del clima, facendo così incontrare il soggetto, la natura e la storia.

### La parola nel suo disgregarsi
Sangue e pus, dovunque le superflue/superfluenti vitalbe che parassitano gli occhi;/un teleschermo, fuori tempo massimo,/Dirette erutta a Balocchi Live (da Meteo)
In "Meteo" Zanzotto segue anche il trasformarsi della natura per effetto dell'inquinamento che non è solamente materiale ma è anche e soprattutto mentale e linguistico.
Il libro presenta in apertura una quartina intitolata Live, riprodotta come da scrittura a penna che mostra la parola nel suo fisico disgregarsi.
Eppure il poeta, di fronte alla natura che sembra essere giunta al suo ultimo stadio, sembra voler trovare ancora annunci di dolcezza e offrirsi di colori e di luci, per poi rassegnarsi al vanificarsi di ogni equilibrio e splendore e lasciarsi schiacciare da piante parassitarie che si impadroniscono del paesaggio e segnano la sua degradazione.

### Canto della deriva e della fine
"Meteo" appare come un accorato canto rivolto ai vegetali ormai alla deriva che il poeta sembra ancora invocare per poterli riscattare come ultimi segni di una natura infetta, ma ancora pulsante.

## La poesia degli anni duemila
"No, tu non mi hai tradito,[paesaggio]/su te ho/riversato tutto ciò che tu/infinito assente, infinito accoglimento/non puoi avere: il nero del fato/nuvola/avversa o della colpa, del gorgo implosivo./[...] tu forse ormai scheletro con pochi brandelli/ma che un raggio di sole basta a far rinvenire/ continui a darmi famiglia (da Sovrimpressioni)
Malgrado sia presto per apportare una critica alle ultime opere di Zanzotto, è certo che nelle sue ultime raccolte di poesie dal titolo  Sovrimpressioni  (2001) e Conglomerati (2009) il poeta, nella distruzione del paesaggio e nelle trasformazioni ambientali e antropologiche, vede sì i segni del degrado della propria terra e di chi la vive, ma trova ancora momenti di apertura affettuosi e ricchi di speranza, misti di ricordi ma anche di sopravvivenze.
In questo modo la poesia di Zanzotto, da quel grado zero che sembrava fase finale con Idioma, si sviluppa ancora, trovando nuove collocazioni sui sempre nuovi territori di una modernità in continuo progresso scorsoio.

### Rapporto con la religione
In un'intervista rilasciata al quotidiano cattolico l'Avvenire Zanzotto afferma di non essere laico e di essere da tempo alla ricerca di Dio. 